# سمانتیک اسکالر
سمانتیک اسکالر (انگلیسی: Semantic Scholar) یا دانشنامهٔ معنایی پروژه‌ای است که توسط مؤسسه هوش مصنوعی آلن راه‌اندازی شد و در نوامبر ۲۰۱۵ در دسترس عموم واقع شد. این پروژه در واقع یک موتور جستجوی مقالات علمی و دانشگاهی مبتنی بر هوش مصنوعی است. در این پروژه از ترکیبی از یادگیری ماشینی، پردازش زبان‌های طبیعی و دید ماشینی است که لایه‌ای از تحلیل معنایی را به روش سنتی تحلیل استنادی اضافه می‌کند و می‌تواند نوشته‌ها، حوزه‌های تخصصی و شکل‌ها را از مقالات استخراج کند. در مقایسه با گوگل اسکالر و پاب‌مد، سمانتیک اسکالر به‌گونه‌ای طراحی شده‌است که مهمترین و تأثیرگذاریترین مقالات را شناسایی کرده و ارتباط میان آنها را مشخص کند.
تا تاریخ ژانویهٔ ۲۰۱۸ میلادی، تعداد مقالات این پروژه به ۴۰ میلیون مقاله در حوزه‌های علوم رایانه و زیست‌پزشکی رسیده بود. در مارس ۲۰۱۸ «داگ ریموند» که یادگیری ماشین را برای «آمازون الکسا» توسعه داد به عنوان سرپرست و هدایت‌کنندهٔ پروژه سمانتیک اسکالر استخدام شد.
تا تاریخ اوت ۲۰۱۹ تعداد مقالات سمانتیک اسکالر به‌دنبال افزودن نمودارهای میکروسافت آکادمیک به ۱۷۳ میلیون رسیده‌است. هر مقاله در این پروژه با یک شناسهٔ خاص مشخص شده‌است که به آن S2CID می‌گویند. به عنوان مثال:
Liu, Ying; Gayle, Albert A; Wilder-Smith, Annelies; Rocklöv, Joacim (March 2020). "The reproductive number of COVID-19 is higher compared to SARS coronavirus". Journal of Travel Medicine. 27 (2).  211099356 در سمانتیک اسکالر.